# Судакская ВЭС
Судакская ВЭС (укр. Судацька ВЕС) — ветряная электростанция, расположенная на территории Судакского горсовета (Крым). Ближайшие населённые пункты — Судак и Прибрежное.

## История
Действующая станция расположена между мысами Меганом и Рыбачий на высоте свыше 300 м. Судакская ВЭС приступила к выработке энергии в феврале 2001 года и начались пусконаладочные работы. 22 мая 2002 года государственная комиссия подписала акт о приеме в эксплуатацию первой и второй очереди Судакского участка ГП «ДВЭС».
В дальнейшем планируется строительство ещё одного участка станции: в 6 км северо-восточнее — на мысе Толстый на высоте 200 м. Планируется новый участок в составе 30 единиц ветроэнергоустановок по 300 кВт каждая. Для обеспечения нормальной работы станции предусматривается строительство электроподстанции 110/10 кВ и линии электропередач напряжением 110 кВ с целью выдачи мощности в энергосистему "КрымЭнерго".

## Характеристика
При открытии ВЭС насчитывалось 22 агрегата мощностью 100 кВт каждый, установленные на двух площадках высотой 254 и 358 метров над уровнем моря, способны вырабатывать 2.4 МВт электроэнергии в час. Затем было установлено 32 ветроустановки мощностью 100 кВт каждая. Одна установка вырабатывает 200-250 квт. час/год электроэнергии. Годовая выработка электроэнергии всей станцией — порядка 6-8 тыс. МВт/год. Сейчас: 58 типа USW 56-100 общей мощностью 6.3 МВт.